# محمد کریمیان
محمد کریمیان (زادهٔ ۱۳۳۳ در سردشت - درگذشته ۲۰ مهر ۱۳۹۹) نمایندهٔ حوزهٔ انتخابیهٔ پیرانشهر و سردشت در دورهٔ هفتم مجلس شورای اسلامی بود. وی پیش‌تر در دورهٔ پنجم و دوره چهارم نیز عضو این مجلس بود.
او باري ديگر براي دوره دهم از حوزه سردشت و پيرانشهر ثبت نام كرد اما صلاحيت او مورد تاييد قرار نگرفت. كريميان بعد از حضور در مجلس مواضع منتقدانه تری گرفت و اغلب دولت ها حاكميت جمهوری اسلامی را بخاطر محروميت وتبعيض درمناطق كُردنشين ايران مورد انتقاد قرار داد.
وی در مهرماه ۱۳۹۹ به‌دلیل ابتلا به کرونا درگذشت.